# 延沢銀山
延沢銀山（のべさわぎんざん）は、室町時代から採掘された銀山で、かつての出羽国に在した銀山。現在は延沢銀山遺跡（山形県尾花沢市）として残る。

## 概要
室町時代の後花園天皇のとき、康正2年（1456年）、加賀国の金沢を出発して奥州から出羽にかけて名山巡礼した儀賀市郎左衛門が、かつての軽井沢峠（現在の出羽峠）の白山神社に宿したところ、お告げで鉱石を発見したと伝えられる。儀賀市郎左衛門は、その鉱石を携えて但馬国へ赴き、生野銀山の作兵衛に鉱石の鑑定を依頼したところ、銀が含まれていることが判明した。長禄元年（1457年）、儀賀市郎左衛門と作兵衛の2人が、30人の鉱夫を集めて採掘を開始したことが銀山の開坑とされている。
室町時代末期の元亀年間（1570年-）に延澤満定が銀山から約二里の地に延澤城を築き、この地方一帯ともに銀山を治めた。延澤氏は最上義光と対立したが、天正5年（1577年）に和睦して、最上義光の娘であった松尾姫を嫁に迎えたことから、最上氏を支えた資金の一部ともなった。
江戸時代初期の元和8年（1622年）に、最上氏は家中の内紛を理由に幕命で改易され、山形城を拝領した鳥居忠政に延沢銀山の所轄も移行した。徳川幕府が鉱山採掘を推奨したことから、鳥居忠政は新たな坑道を開いて採掘規模を拡大させた。三代将軍の徳川家光のとき、家督を引き継いだ鳥居忠恒が寛永13年（1636年）に死亡すると、山形城主に家光の異母弟である保科正之が拝領し、尾花沢領並びに銀山は寒川江代官の小林重郎左衛門が兼官した。御公儀山（幕領）となった銀山で採掘された吹銀などが、寛永年間から江戸へ送られるようになると、さらに銀山で働く人足は増加し、正保3年（1646年）まで採掘量が最も多く盛況となった。寛永17年（1640年）7月には、米沢藩の農民も田畑を捨てて銀山へ赴くようになり、農地の荒廃が進んだことから、米沢城主の上杉定勝が他藩の銀山への出稼ぎを御法度としたほどであった。しかし、慶安3年（1651年-1652年）には採掘量が盛況時の約半分となり、次第に坑道に水が湧きはじめ、寛文11年（1671年）から延宝3年（1675年）にかけて、資金をかけた大規模な水抜き工事が行われたが成功せず、次第に採掘量が低下していった。